# ルミニズム
ルミニズム（英：Luminism）は1850年代から1870年代のアメリカ絵画の様式で、光や大気の微妙なニュアンスを意識して描いた風景画で、近くを明確に描き遠くを不明瞭かつ沈んだ彩度で描く「空気遠近法」や筆触を残さない滑らかな光の効果を利用した画法によって特徴づけられその作品は概して動きのない静かな情景であり、水平線が強調され、滑らかな光に包まれていることが多い。
ルミニズムは、光の効果を強調するという点では印象派と共通している。しかし、対象を詳細に描くが筆触を残さない手法をとるルミニズムに対して、印象派は対象の詳細の欠如と筆跡を残す描法を特徴としており、二つのスタイルは著しく異なっている。
ルミニズムは印象派に先行しており、ルミニズムのスタイルで描いた画家は印象派の影響を受けないようにした。
ルミニズム という用語は、ハドソン・リバー派の派生として生まれた19世紀のアメリカ絵画のスタイルを記述するために、後にホイットニー美術館の館長も務めたジョン・バウアーが1954年の著述で用いた事に始まるとされる。しかし、20世紀になって名づけられた “ルミニスト” という呼称を、当該画家たちが自ら用いた事はなく、またハドソン・リバー派の指針以外の共通な画法哲学を述べることも無かった。このことから、多くの美術史家は “ルミニズム” という用語を問題視している。J. グレイ・スウィーニーは美術史の用語としてルミニズムの起源は “冷戦時代のエリートコレクター、著名なアートディーラー、有力な学芸員、美術史家などによる、国家のアイデンティティ構築の利害と密接にからんでいた。” と主張している 。このスウィーニーの言及を承けてアラン・ワラックは、歴史的現象としての “ ルミニズム ” の再考を呼びかけている。

なお、「ルミニズム」は広義には光と影のコントラストや光の効果を強調する画法を指している。

## アメリカの主要なルミニストとその作品

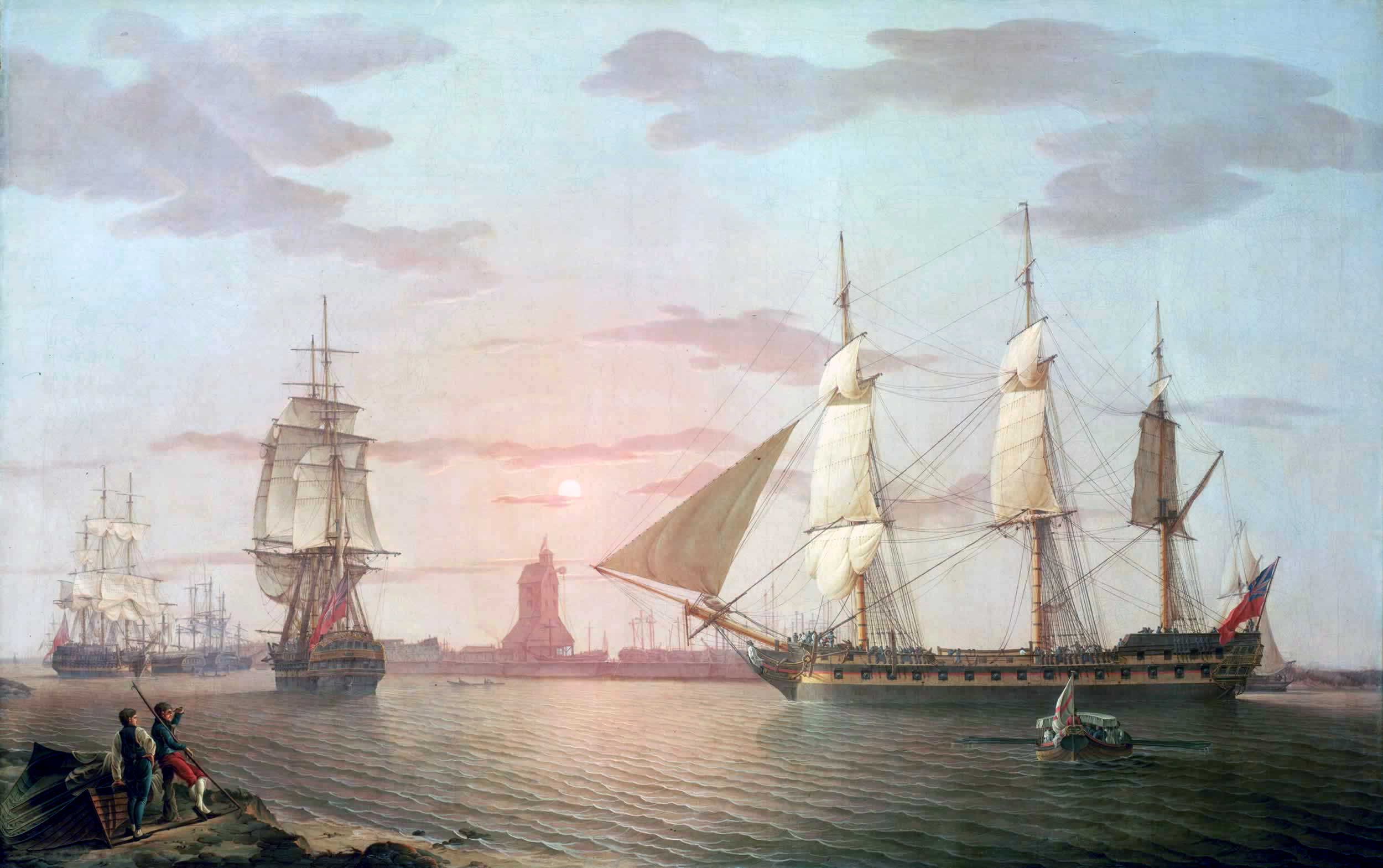
ロバート·サーモン (1775 ca.- 1845)
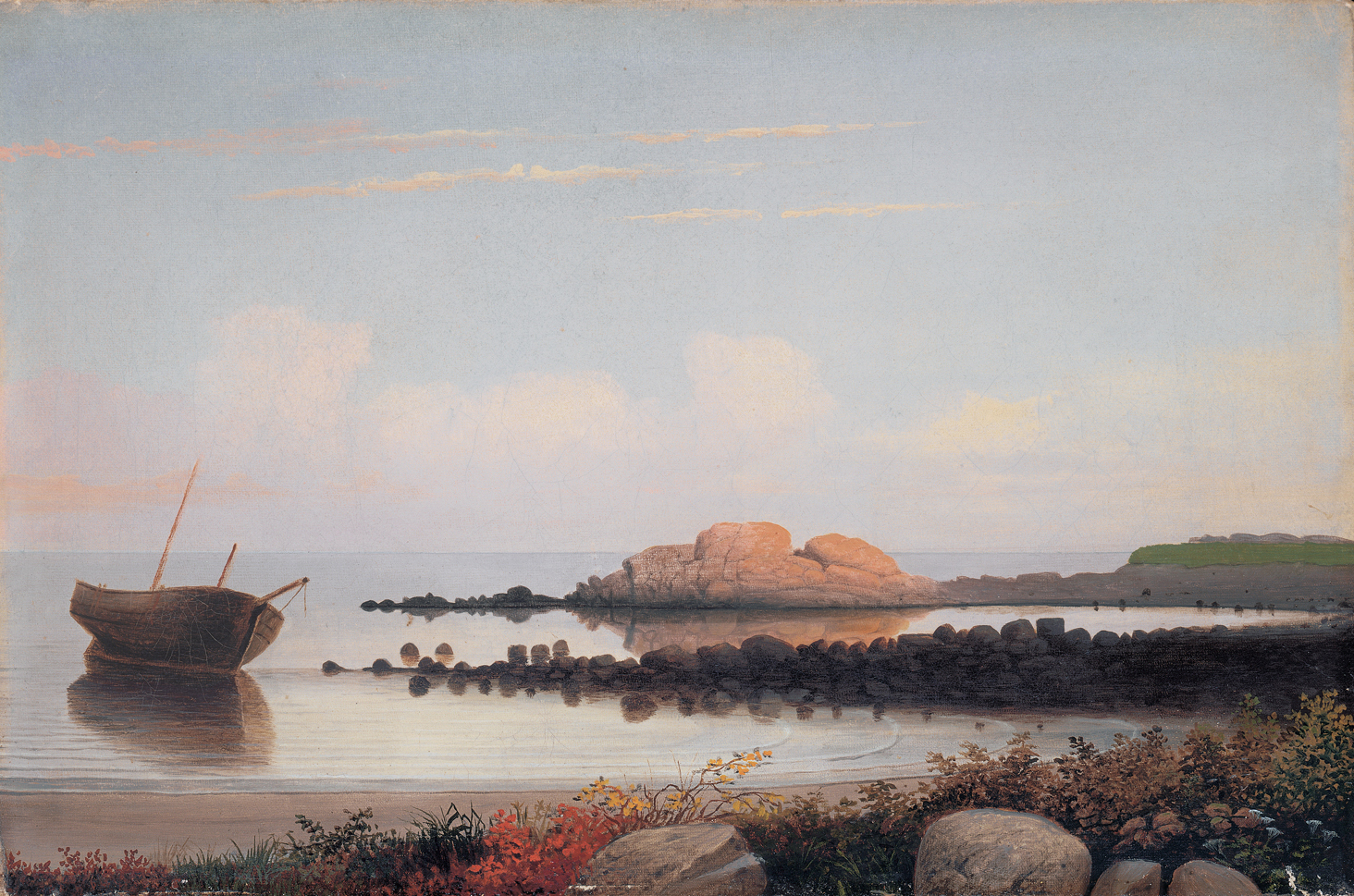
フィッツ・ヘンリー・レーン (1804 – 1865)
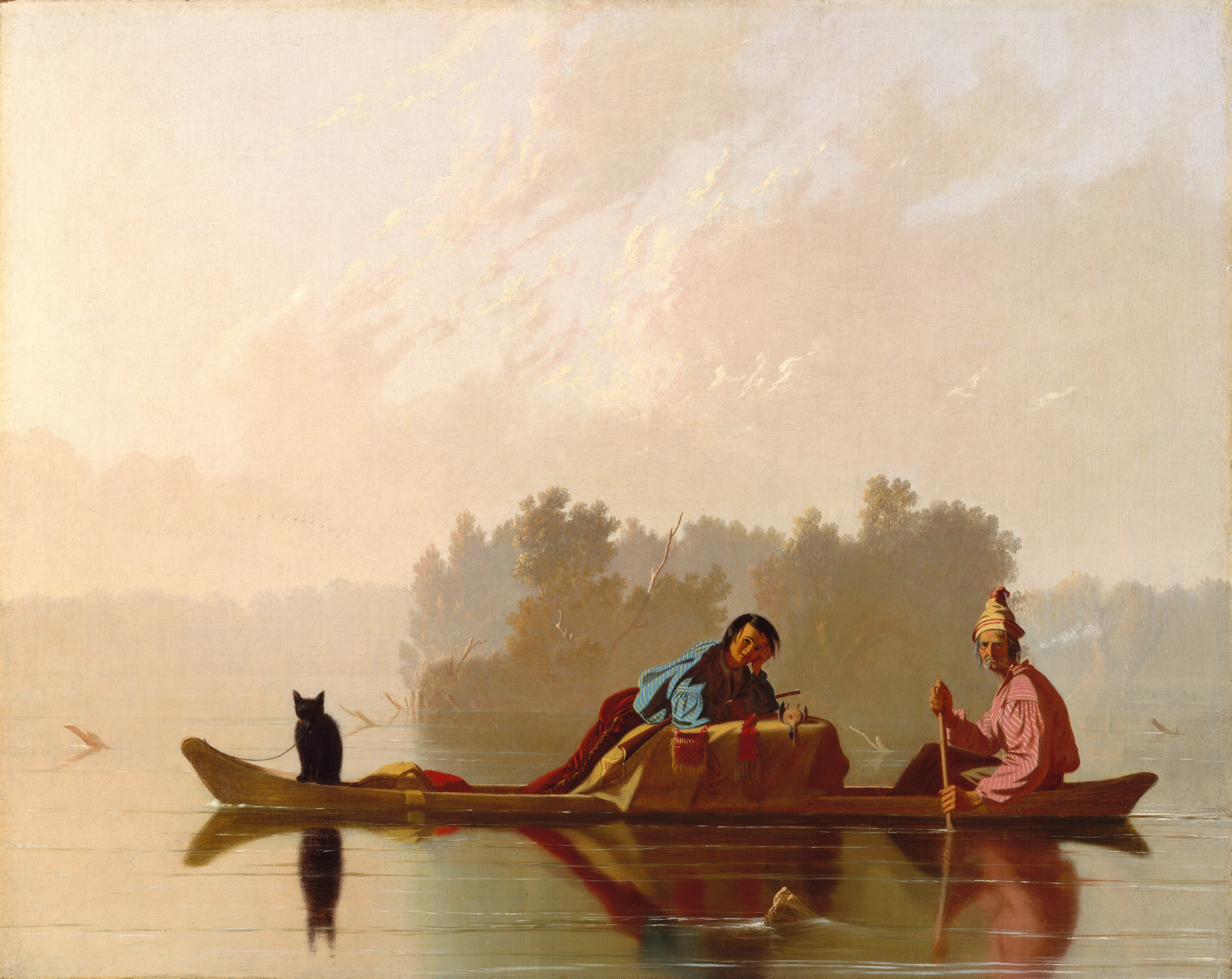
ジョージ・カレブ・ビンガム (1811 – 1879)
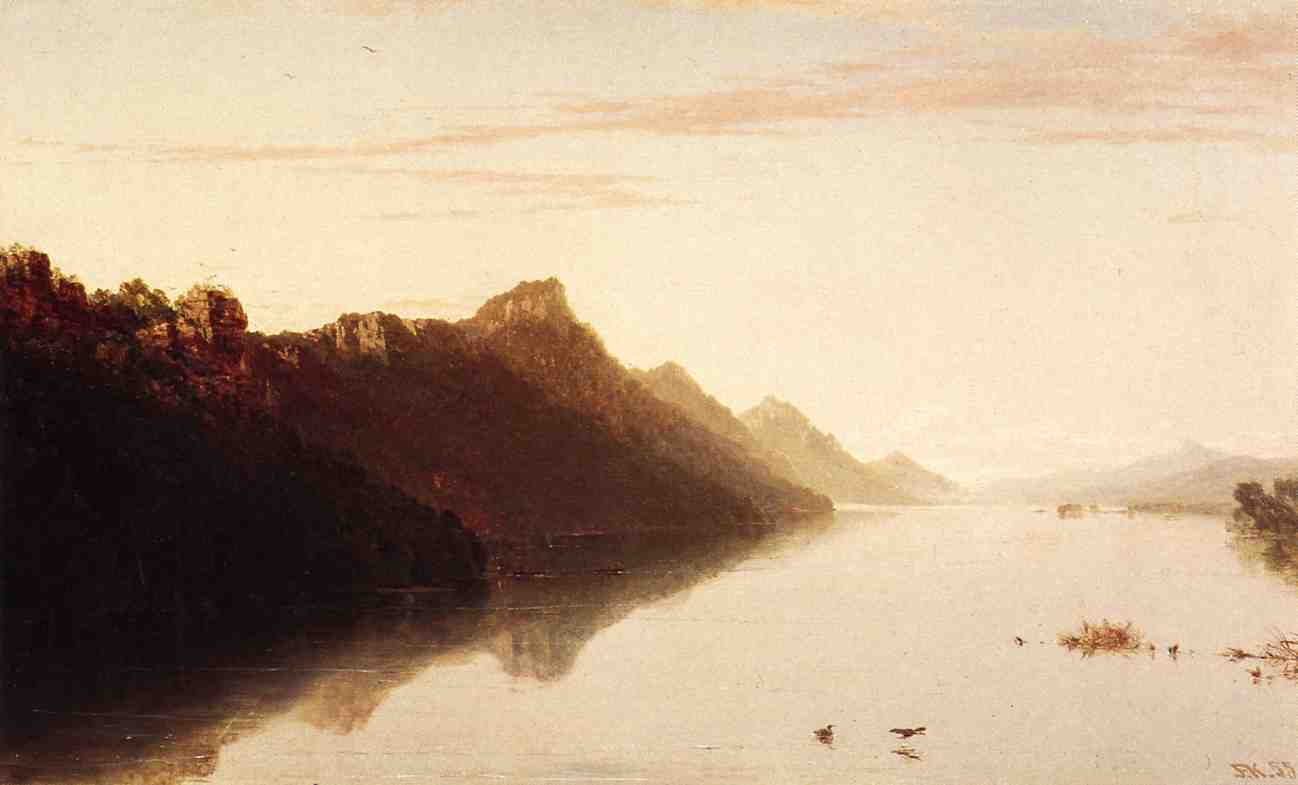
ジョン・フレデリック・ケンセット (1816 – 1872)
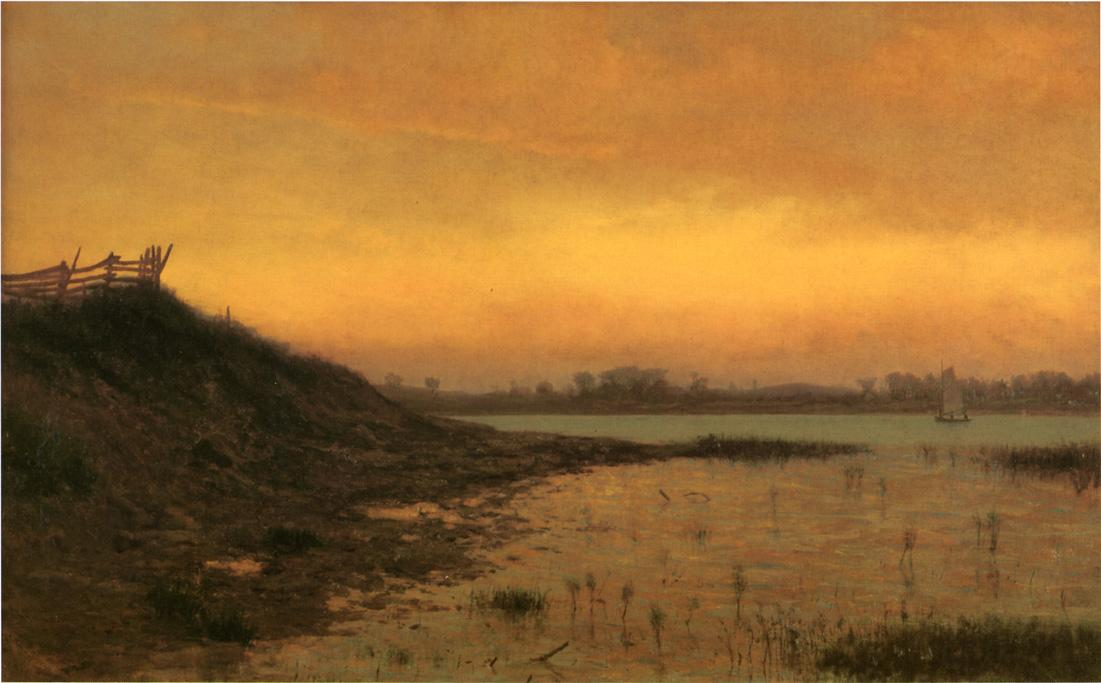
ジェームズ・アウグストゥス・サイダム (1819 – 1865)
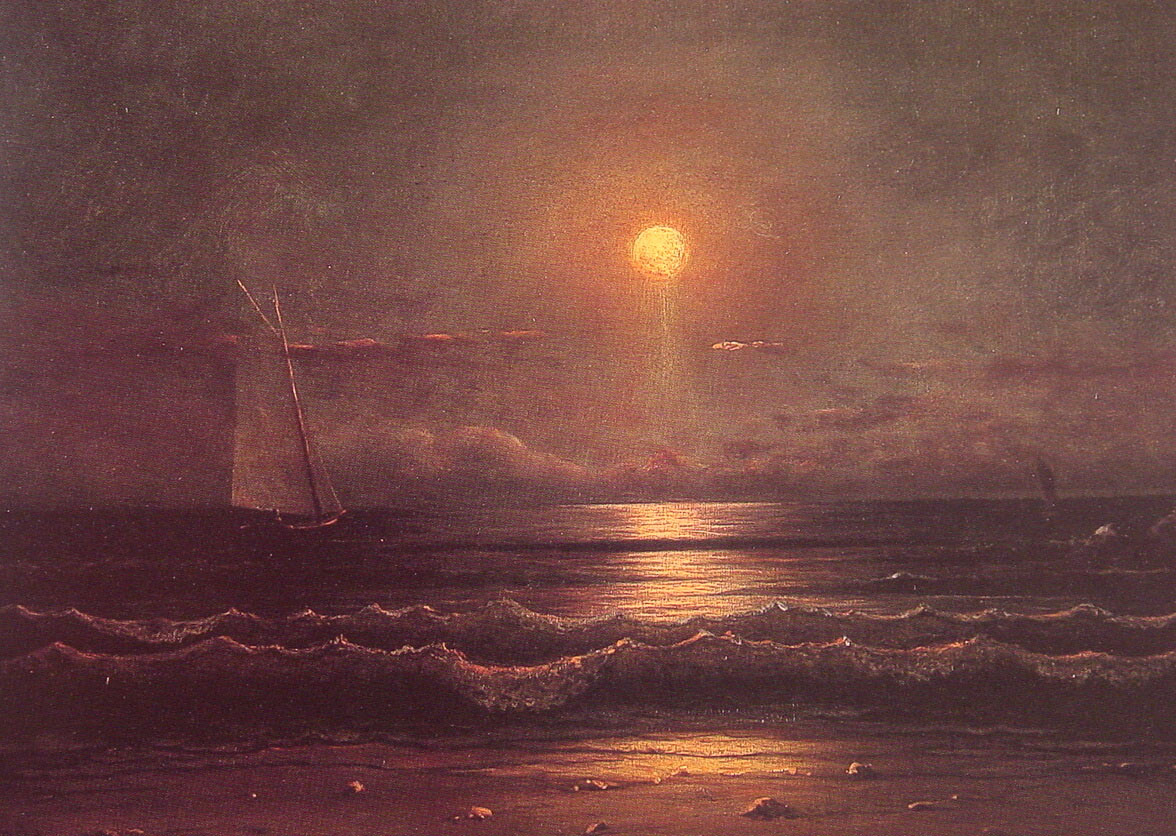
マーティン・ジョンソン・ヒード (1819 – 1904)
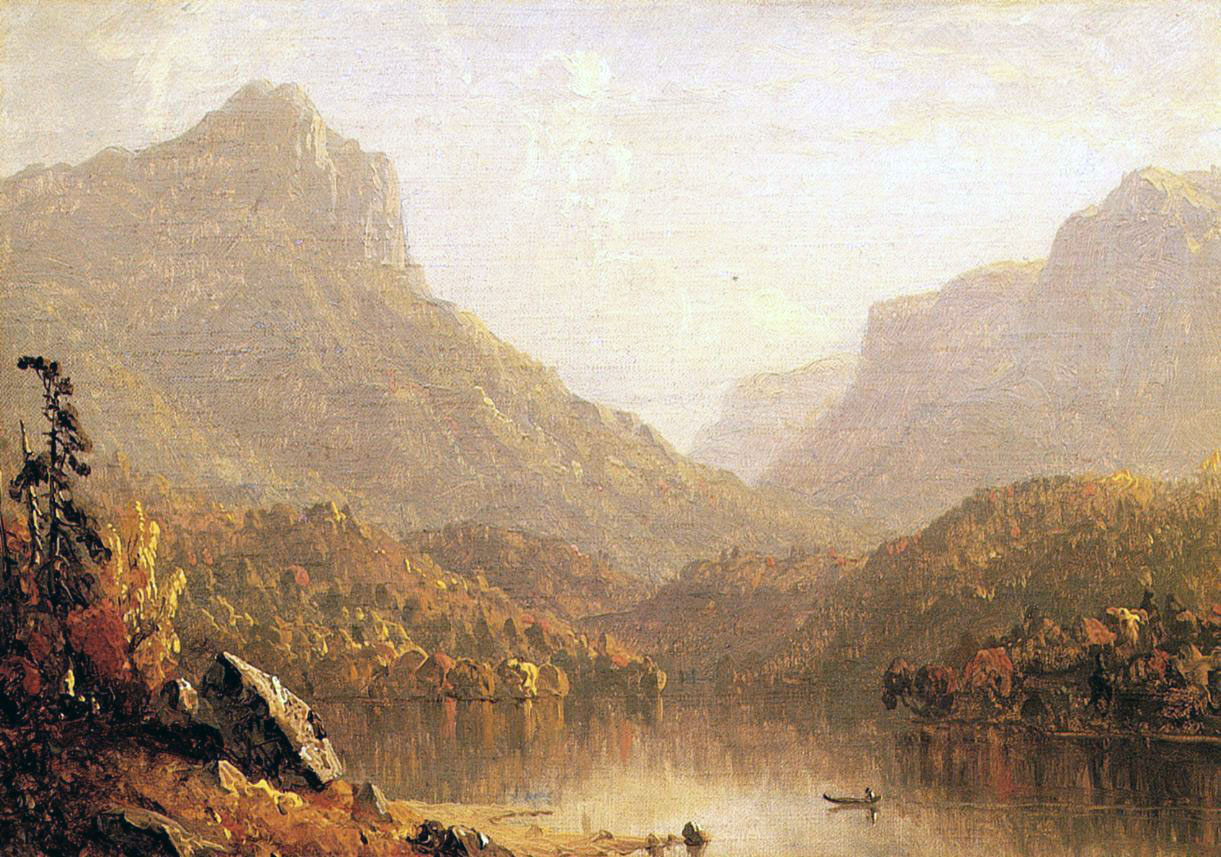
サンフォード・ロビンソン・ギフォード (1823 – 1880)
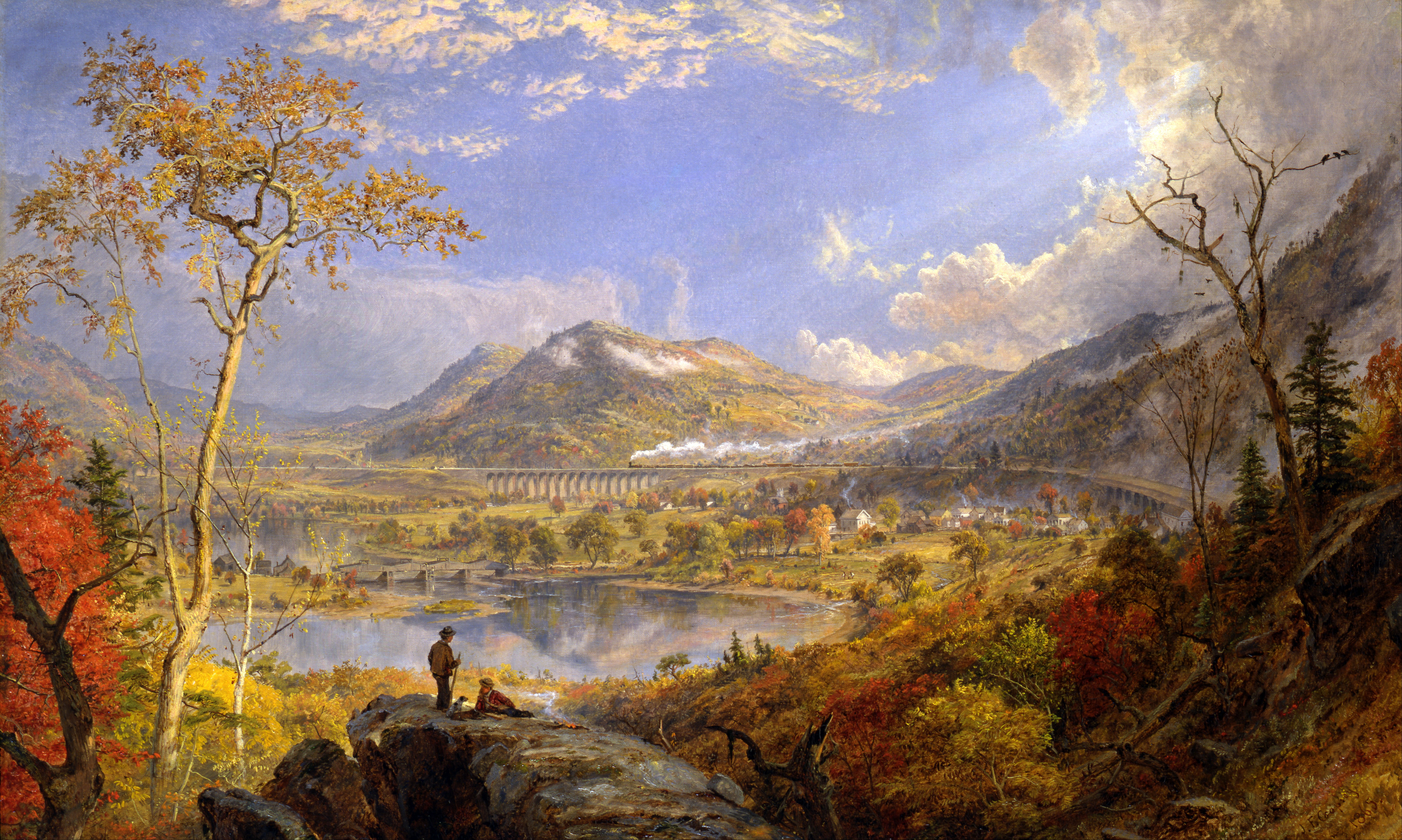
ジャスパー・フランシス・クロプシー (1823 – 1900)
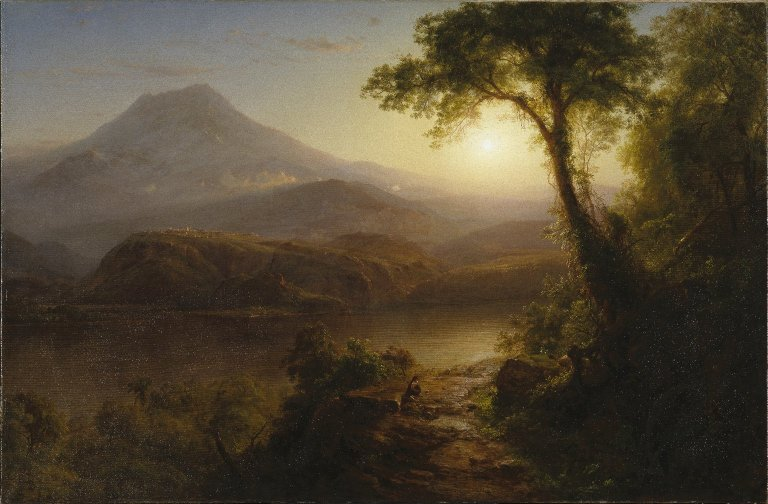
フレデリック・エドウィン・チャーチ (1826 – 1900)
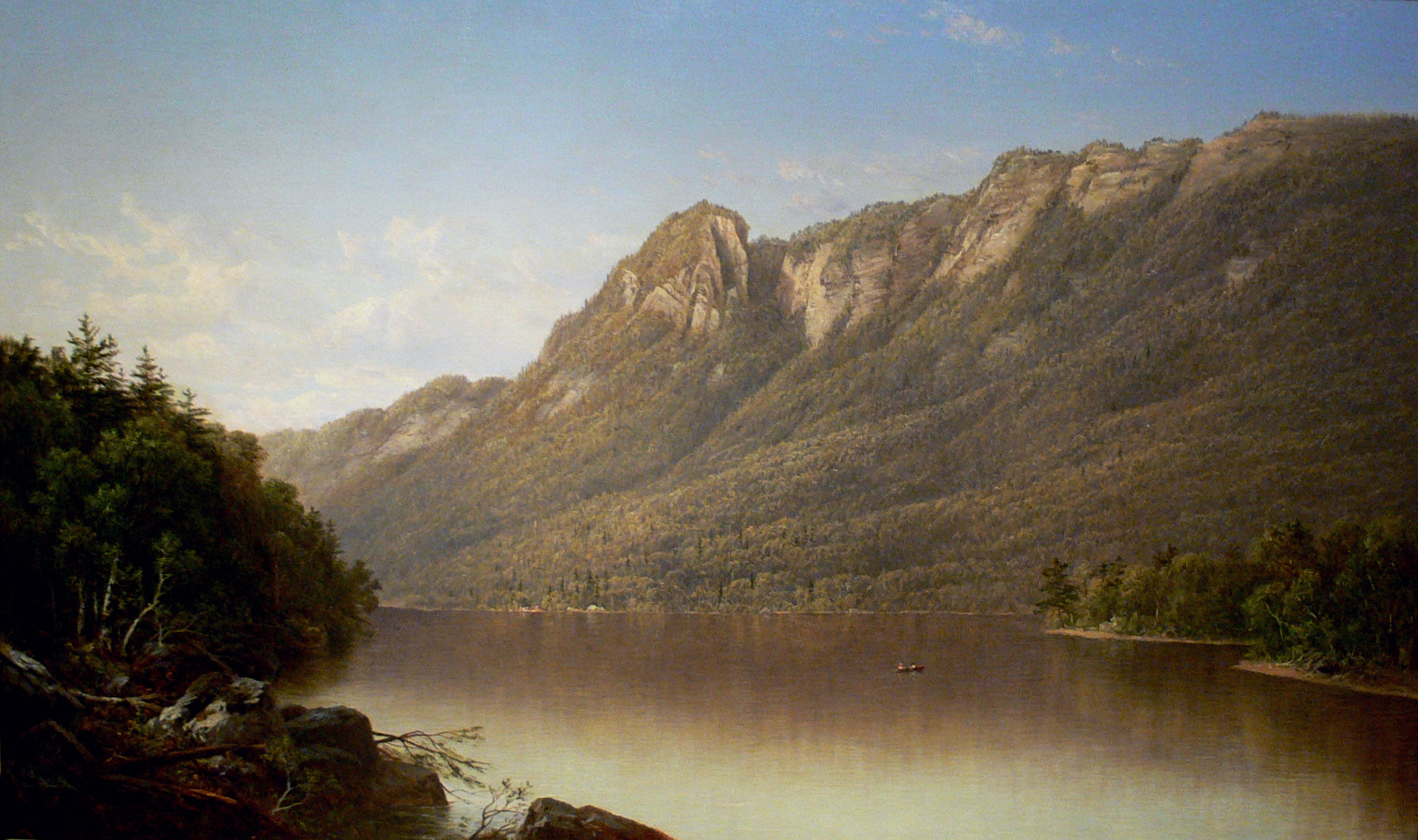
デイヴィッド・ジョンソン (1827 – 1908)
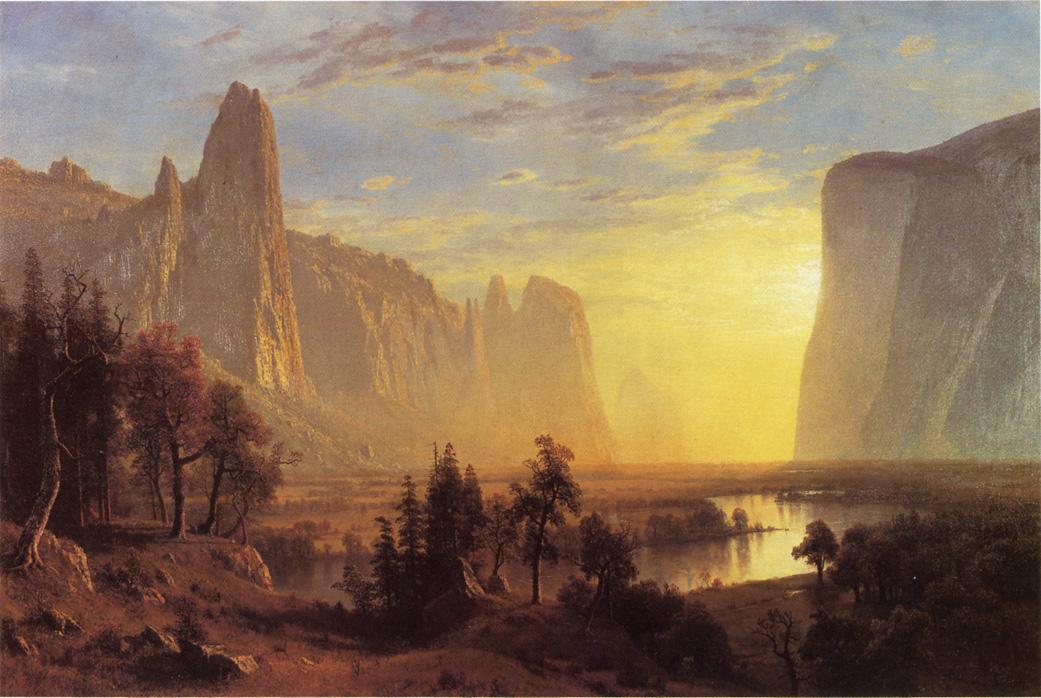
アルバート・ビアスタット (1830 – 1902)
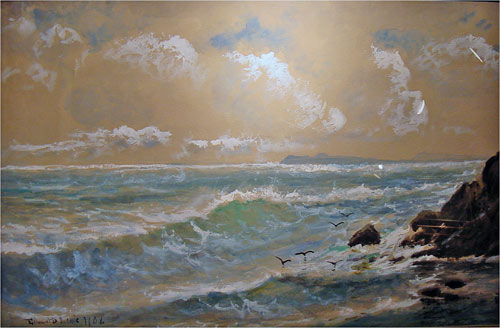
エドマンド・ダーチ・ルイス (1835 – 1910)